# Liturgie von 1962
Unter der Liturgie von 1962 (lateinisch Liturgia Piana, „Pianische Liturgie“) versteht man die Gestaltung der katholischen Messe und des Stundengebets unmittelbar vor deren Reform durch Papst Paul VI. Sie steht für den tridentinischen Ritus in der Fassung der liturgischen Bücher der römisch-katholischen Kirche, die im Jahr 1962 in Geltung waren und die Reformen Papst Pius’ XII. inkorporieren:
- Pontificale Romanum. Editio typica 1961–1962.
- Missale Romanum. Editio typica 1962.
- Breviarium Romanum. Editio typica 1962.
- Caeremoniale Episcoporum. Editio typica 1886.
- Rituale Romanum. Editio typica 1952.
- Martyrologium Romanum. Editio typica 1956.

Diese Bücher spiegeln den liturgiegeschichtlichen Zustand während des Pontifikats von Papst Johannes XXIII., also einerseits nach der Liturgiereform durch Papst Pius XII. und andererseits vor der Neufassung der Messordnung von 1965 sowie der allgemeinen Liturgiereform unter den Päpsten Paul VI. und Johannes Paul II. wider. Die „Liturgie von 1962“ ist somit identisch mit jener Gottesdienstordnung, deren liturgische Bücher nach dem Wunsch des Zweiten Vatikanischen Konzils revidiert werden sollten (Liturgiekonstitution Sacrosanctum Concilium Nr. 25). Dabei sollte die gesunde Überlieferung beibehalten und dennoch der Weg für einen berechtigten Fortschritt erschlossen werden; Neuerungen sollten nur eingeführt werden, wenn ein wahrer und sicherer Nutzen für die Kirche dies erfordert (nisi vera et certa utilitas ecclesiae id exigat). Nach den Vorstellungen des Zweiten Vatikanischen Konzils sollten die neuen Formen aus den schon bestehenden gewissermaßen organisch herauswachsen (Liturgiekonstitution Sacrosanctum Concilium Nr. 23). Darüber hinaus wurde betont, dass der Gebrauch der lateinischen Sprache in den lateinischen Riten erhalten bleiben soll, jedoch in der Liturgie der Verwendung der Muttersprache ein weiterer Raum zugebilligt werden soll (Liturgiekonstitution Sacrosanctum Concilium Nr. 36).
Der Missale- und der Brevier-Druck von 1962 waren Übergangsausgaben und ausdrücklich als solche gekennzeichnet: Das ihnen vorangestellte Motu proprio Rubricarum instructum Johannes’ XXIII. von 1960 führt einerseits die Neugestaltung beider Bücher auf das Wirken Pius’ XII. zurück und kündigt andererseits die bevorstehende umfassende liturgische Erneuerung durch das Zweite Vatikanum an.
Nach dem Vorbild der Monumenta Liturgica Concilii Tridentini erscheinen seit 2007 unter dem Obertitel Monumenta Liturgica Piana wissenschaftliche Ausgaben der unter Papst Pius XII. erneuerten liturgischen Bücher.

## „Usus extraordinarius“
Mit dem Motu proprio Summorum Pontificum vom 7. Juli 2007 stellte Papst Benedikt XVI. fest, dass das Missale von 1962 nie rechtlich abrogiert wurde und insofern im Prinzip immer zugelassen blieb. Dementsprechend könne das Messopfer nach dem Messbuch von 1962 als usus extraordinarius des römischen Ritus gefeiert werden. Dabei kündigte er die Weiterentwicklung der Liturgie von 1962 an, die jedoch in Ansätzen stecken blieb und 2020 unter Papst Franziskus abgeschlossen wurde. Die Bezeichnung dieser Form als usus antiquior („ältere Gewohnheit“) ist im Begleitbrief des Papstes, nicht im Motu proprio selbst, enthalten und hat demnach keinen offiziellen Charakter. Der bei Veröffentlichung des Dokuments im vatikanischen Amtsblatt (Acta Apostolicae Sedis) nachgetragene Untertitel des Motu proprio spricht von antiqua forma („alte Form“) des römischen Ritus. Im kurialen Gebrauch wurde die Bezeichnung usus extraordinarius ritus Romani verwendet.
Im Begleitschreiben zum Motu proprio Summorum Pontificum machte Papst Benedikt XVI. am 7. Juli 2007 deutlich, dass selbstverständlich das von Papst Paul VI. veröffentlichte und von Johannes Paul II. neu herausgegebene Missale die „ordentliche Form“ (forma ordinaria) der Liturgie der Heiligen Messe sei und bleibe. Dieser stehe die dem Konzil vorausgehende Fassung des Missale Romanum als „außerordentliche Form“ (forma extraordinaria) gegenüber. Es sei daher nicht angebracht, von zwei Riten zu sprechen, vielmehr handele es sich um einen zweifachen Gebrauch ein und desselben Ritus.
Am 16. Juli 2021 entschied Papst Franziskus durch das Motu proprio Traditionis custodes, dass die Messe nach dem vor dem Zweiten Vatikanischen Konzil geltenden Ritus nur noch mit Erlaubnis des Ortsbischofs gefeiert werden darf. Die von Benedikt XVI. eingeführten Bezeichnungen „ordentliche“ und „außerordentliche Form des römischen Ritus“ gelten als durch Traditionis custodes abgeschafft.